# BHC Communications
BHC Communications era a empresa controladora das propriedades de radiodifusão da Chris-Craft Industries. A sigla BHC representa "broadcasting holding company" (empresa de controle de radiodifusão).

## História
Em 1977, a empresa foi originalmente fundada como BHC, Incorporated, pela Chris-Craft Industries, com o propósito de consolidar suas duas emissoras de televisão independentes já incorporadas: a KCOP Television (KCOP em Los Angeles) e a Oregon Television (KPTV em Portland, Oregon), sob a subsidiária da BHC, a Chris-Craft Television. No mesmo ano, a Chris-Craft adquiriu uma participação na 20th Century Fox. Em 1981, essa participação na 20th Century Fox, que estava em 20%, foi trocada por 19% da United Television.
A United Television também possuía outras três emissoras de televisão: a independente KMSP-TV em Minneapolis, a afiliada da ABC KTVX em Salt Lake City e a afiliada da NBC KMOL-TV (hoje WOAI-TV) em San Antonio.
A Warner Communications comprou uma participação de 42,5% na BHC por $200 milhões em ações preferenciais conversíveis. Com a fusão da Time Inc. com a Warner Communications para a formar a Time Warner, a BHC recebeu o retorno de algumas ações detidas pela Warner, dinheiro e ações preferenciais conversíveis da Time Warner em um valor total de $2,3 bilhões ao longo de seis anos. Com esse acordo, a BHC foi reincorporada como BHC Communications, Inc., com as ações reestruturadas em duas classes, dando à Chris-Craft a maior parte do poder de voto. Algumas ações da BHC foram distribuídas a outros acionistas da Warner, tornando-a uma empresa de capital aberto. Parte do pagamento foi usada para recomprar ações classe A da BHC. Em 1992, a WWOR-TV, uma emissora independente e superstation de alcance nacional na cidade de Nova York, foi adquirida por $313 milhões. Em 1995, a United Sales Enterprises foi formada para lidar com os acordos publicitários para todas as emissoras da BHC/United.
A Chris-Craft Television se associou à MCA Television para um bloco de programação sindicada, Hollywood Premiere Network, apenas para a temporada de 1990-1991. No início da década de 1990, a BHC Television formou um consórcio de programação alternativa, Prime Time Entertainment Network, com outros grupos de emissoras e a Warner Bros. Domestic Television, de propriedade da Time Warner, com planos de expandir para uma nova rede de televisão.
Em janeiro de 1995, a BHC afiliou todas as suas emissoras, exceto as de Salt Lake City e San Antonio, com a recém-lançada United Paramount Network (UPN), que era totalmente de sua propriedade e financiada por ela, mas administrada em parceria com a Paramount/Viacom, responsável pela produção de conteúdo. Em dezembro de 1996, a Paramount exerceu sua opção de comprar metade da UPN, pagando metade das perdas ($160 milhões). Incluído no acordo estava a continuação da venda de Star Trek: Voyager para a UPN em vez de colocá-lo na sindicação.
No final dos anos 1990, a BHC adquiriu duas emissoras de televisão, a WHSW (agora WUTB) em Baltimore, Maryland, e a WRBW em Orlando, Flórida, aumentando o número de emissoras de televisão da BHC para dez.
Em 1999, a Viacom anunciou planos de fusão com a CBS Corporation. No entanto, devido a regulamentações da FCC que proíbem empresas de possuir duas redes de televisão, a Viacom enfrentou desafios sobre o futuro da parceria da Chris-Craft na UPN. No acordo original entre a Viacom e a Chris-Craft, foram determinadas duas opções para sair da parceria: comprar a participação do outro parceiro ou pagar o que o parceiro havia investido até aquele momento e fornecer fundos para a operação futura da UPN. Ambas as opções custariam à Viacom somas substanciais de dinheiro. Analistas do setor concordaram que a Chris-Craft poderia sair como vencedora e ofereceram outros cenários possíveis, como a Viacom oferecer à Chris-Craft algumas de suas emissoras em troca do rompimento da parceria ou a Chris-Craft vender a participação da Viacom para outra empresa.
Em 2000, a BHC entrou com uma ação contra a fusão Viacom-CBS, alegando que isso violaria a parceria da UPN. A BHC perdeu o processo e vendeu sua participação restante na UPN para a Viacom por $5 milhões. Pouco depois, a Chris-Craft anunciou que estava deixando a radiodifusão após perder $500 milhões na UPN, com a possibilidade de a UPN fechar ou perder suas afiliadas. Muitos observadores do setor pensaram que a Viacom acabaria adquirindo as emissoras, mas a oferta da Viacom perdeu para a Fox Television Stations da News Corporation, resultando em uma venda que foi concluída em 31 de julho de 2001.

## United Television
A United Television foi uma empresa que operava várias emissoras de televisão. Ela foi fundada em 1956 para gerenciar a KMSP-TV em Minneapolis. Posteriormente, a United adquiriu as emissoras KTVX-TV em Salt Lake City, afiliada da ABC, e KMOL-TV em San Antonio, afiliada da NBC, em 1975.
A 20th Century Fox comprou uma parte da United Television, tornando-a uma subsidiária. Em 1981, a BHC/Chris-Craft trocou sua participação na Fox por uma participação de 19% na United. Em 1983, a BHC aumentou sua participação na United para 50,1% das ações comuns.
A United Television também adquiriu emissoras UHF em outras cidades, como San Francisco. Em 1995, a maioria das emissoras da United começou a transmitir programação da United Paramount Network (UPN) como parte de uma parceria com a Paramount Pictures.

No final da década de 1990, a United Television adquiriu mais emissoras, como uma em Baltimore, que se tornou uma afiliada da UPN. Ela também comprou uma emissora UHF em Orlando, Flórida. Posteriormente, a Fox readquiriu as emissoras da United Television como parte da aquisição da BHC em 2001.